# Lijst van brutoformules C07
Dit lemma is een onderdeel van de lijst van brutoformules met zeven koolstofatomen.

## C7H0
| Brutoformule                  | Naam                 |
| ----------------------------- | -------------------- |
| {\displaystyle {\ce {C7D8}}}  | Gedeutereerd tolueen |
| {\displaystyle {\ce {C7D16}}} | Gedeutereerd heptaan |

## C7H3
| Brutoformule                      | Naam |
| --------------------------------- | --- |
| {\displaystyle {\ce {C7H3Cl2N}}}  | 2,6-Dichloorbenzonitril                                                                                                 |
| {\displaystyle {\ce {C7H3I2NO}}}  | Ioxynil ~ IUPAC: 4-hydroxy-3,5-di-joodbenzonitril ~ Ook wel: 4-cyaan-2,6-di-joodfenol, 3,5-di-jood-4-hydroxybenzonitril |
| {\displaystyle {\ce {C7H3IN2O3}}} | Nitroxinil |
| {\displaystyle {\ce {C7H3I3O2}}}  | 2,3,5-tri-joodbenzoëzuur ~ als plantengroeiregelaar                                                                     |

## C7H4
| Brutoformule                       | Naam |
| ---------------------------------- | --- |
| {\displaystyle {\ce {C7H4ClF3}}}   | 4-Chloorbenzotrifluoride ~ Ook wel: para-chloorbenzotrifluoride, 1-chloor-4-trifluormethylbenzeen, 4-chloor-α,α,α-trifluortolueen                                       |
| {\displaystyle {\ce {C7H4Cl3NO3}}} | Triclopyr |
| {\displaystyle {\ce {C7H4Cl4}}}    | 4-Chloorbenzotrichloride Ook wel: para-chloorbenzotrichloride, 1-chloor-4-trichloormethylbenzeen, 4,α,α,α-tetrachloortolueen ~ in synthese van 4-chloorbenzotrifluoride |
| {\displaystyle {\ce {C7H4NNaO3S}}} | Natriumsacharinaat als zout van sacharine |
| {\displaystyle {\ce {C7H4O6}}}     | Chelidonzuur |
| {\displaystyle {\ce {C7H4O7}}}     | Meconzuur |

## C7H5
| Brutoformule                      | Naam                                                                                      |
| --------------------------------- | ----------------------------------------------------------------------------------------- |
| {\displaystyle {\ce {C7H5ClO}}}   | Benzoylchloride                                                                           |
| {\displaystyle {\ce {C7H5ClO}}}   | 2-Chloorbenzaldehyde                                                                      |
| {\displaystyle {\ce {C7H5ClO}}}   | 3-Chloorbenzaldehyde                                                                      |
| {\displaystyle {\ce {C7H5ClO}}}   | 4-Chloorbenzaldehyde                                                                      |
| {\displaystyle {\ce {C7H5ClO2}}}  | 3-Chloorbenzoëzuur, m-chloorbenzoëzuur                                                    |
| {\displaystyle {\ce {C7H5ClO2}}}  | 4-Chloorbenzoëzuur, p-chloorbenzoëzuur                                                    |
| {\displaystyle {\ce {C7H5ClO3}}}  | 3-Chloorperoxybenzoëzuur                                                                  |
| {\displaystyle {\ce {C7H5Cl2NS}}} | Chloorthiamide                                                                            |
| {\displaystyle {\ce {C7H3Cl2N}}}  | 2,6-Dichloorbenzamide ~ reactieproduct van 2,6-dichloorbenzonitril                        |
| {\displaystyle {\ce {C7H5Cl3}}}   | Trichloormethylbenzeen ~ Ook wel: benzotrichloride ~ grondstof voor trifluormethylbenzeen |
| {\displaystyle {\ce {C7H5Cl3}}}   | 2,4,6-trichlooranisol                                                                     |
| {\displaystyle {\ce {C7H5F3}}}    | Trifluormethylbenzeen ~ Ook wel: benzotrifluoride, α,α,α-trifluortolueen                  |
| {\displaystyle {\ce {C7H5IO2}}}   | 2-Joodbenzoëzuur                                                                          |
| {\displaystyle {\ce {C7H5KO2}}}   | Kaliumbenzoaat ~ Ook wel: kaliumzout van benzoëzuur, E210                                 |
| {\displaystyle {\ce {C7H5N}}}     | Benzonitril                                                                               |
| {\displaystyle {\ce {C7H5NO}}}    | Benzisoxazool                                                                             |
| {\displaystyle {\ce {C7H5NO}}}    | Benzoxazool                                                                               |
| {\displaystyle {\ce {C7H5NO}}}    | Fenylisocyanaat                                                                           |
| {\displaystyle {\ce {C7H5NOS}}}   | Benzisothiazolinon ~ Ook wel: BIT                                                         |
| {\displaystyle {\ce {C7H5NO3S}}}  | Sacharine                                                                                 |
| {\displaystyle {\ce {C7H5NO4}}}   | Chinolinezuur Pyridine-2,3-dicarbonzuur                                                   |
| {\displaystyle {\ce {C7H5NS}}}    | Benzisothiazool ~ stamverbinding van benzisothiazolinon                                   |
| {\displaystyle {\ce {C7H5NS}}}    | Benzothiazool                                                                             |
| {\displaystyle {\ce {C7H5NS2}}}   | 2-mercaptobenzothiazool ~ als benzothiazool                                               |
| {\displaystyle {\ce {C7H5N3O6}}}  | 2,4,6-trinitrotolueen ook wel: TNT, trinitrotolueen in amatol                             |
| {\displaystyle {\ce {C7H5N5O8}}}  | N-methyl-N,2,4,6-tetranitroaniline ~ Ook wel: tetryl                                      |
| {\displaystyle {\ce {C7H5NaO2}}}  | Natriumbenzoaat ~ Ook wel: E211                                                           |

## C7H6
| Brutoformule                         | Naam |
| ------------------------------------ | --- |
| {\displaystyle {\ce {C7H6Br2O}}}     | 1,3-dibroom-2-hydroxy-5-methylbenzeen ~ in aromatische halogenering                                                                      |
| {\displaystyle {\ce {C7H6ClN3O4S2}}} | Chloorthiazide |
| {\displaystyle {\ce {C7H6Cl2O}}}     | 2,4-dichloorbenzylalcohol |
| {\displaystyle {\ce {C7H6N2}}}       | Benzimidazool ~ als imidazool |
| {\displaystyle {\ce {C7H6N2}}}       | Indazool |
| {\displaystyle {\ce {C7H6N2O4}}}     | 2,3-dinitrotolueen ~ als dinitrotolueen ~ in bereiding tolueendiamine                                                                    |
| {\displaystyle {\ce {C7H6N2O4}}}     | 2,4-dinitrotolueen ~ als dinitrotolueen ~ in bereiding tolueendiamine                                                                    |
| {\displaystyle {\ce {C7H6N2O4}}}     | 2,5-dinitrotolueen ~ als dinitrotolueen ~ in bereiding tolueendiamine                                                                    |
| {\displaystyle {\ce {C7H6N2O4}}}     | 2,6-dinitrotolueen ~ als dinitrotolueen ~ in bereiding tolueendiamine                                                                    |
| {\displaystyle {\ce {C7H6N2O4}}}     | 3,4-dinitrotolueen ~ als dinitrotolueen ~ in bereiding tolueendiamine                                                                    |
| {\displaystyle {\ce {C7H6N2O4}}}     | 3,5-dinitrotolueen ~ als dinitrotolueen ~ in bereiding tolueendiamine                                                                    |
| {\displaystyle {\ce {C7H6N2O5}}}     | 4,6-dinitro-o-cresol |
| {\displaystyle {\ce {C7H6N4O}}}      | Carbonyldi-imidazool |
| {\displaystyle {\ce {C7H6N4S}}}      | 1,1'-thiocarbonyldi-imidazool |
| {\displaystyle {\ce {C7H6O}}}        | Benzaldehyde ~ in Cannizzaro-reactie, benzoïnecondensatie, gattermannreactie ~ als uitgangsstof voor benzalchloride ~ uit benzalchloride |
| {\displaystyle {\ce {C7H6O2}}}       | Benzoëzuur ~ IUPAC: benzeencarbonzuur ~ Ook wel: E210 ~ in benzoë                                                                        |
| {\displaystyle {\ce {C7H6O2}}}       | 4-Hydroxybenzaldehyde |
| {\displaystyle {\ce {C7H6O2}}}       | Perbenzoëzuur |
| {\displaystyle {\ce {C7H6O2}}}       | Salicylaldehyde ~ IUPAC: 2-hydroxybenzaldehyde ~ in Reimer-Tiemannreactie                                                                |
| {\displaystyle {\ce {C7H6O2S}}}      | Thiosalicylzuur |
| {\displaystyle {\ce {C7H6O3}}}       | 4-Hydroxybenzoëzuur ~ in Kolbe-Schmittreactie                                                                                            |
| {\displaystyle {\ce {C7H6O3}}}       | Salicylzuur 2-Hydroxybenzoëzuur ~ in Kolbe-Schmittreactie                                                                                |
| {\displaystyle {\ce {C7H6O3}}}       | Sesamol |
| {\displaystyle {\ce {C7H6O4}}}       | Gentisinezuur 2,5-Dihydroxybenzoëzuur |
| {\displaystyle {\ce {C7H6O4}}}       | Patuline |
| {\displaystyle {\ce {C7H6O5}}}       | Galluszuur 3,4,5-Trihydroxybenzoëzuur ~ Ook wel: pyrogallol-5-carbonzuur                                                                 |

## C7H7
| Brutoformule                         | Naam |
| ------------------------------------ | --- |
| {\displaystyle {\ce {C7H7}}}         | Benzylgroep {\displaystyle {\ce {C6H5CH2 -}}}                                                                   |
| {\displaystyle {\ce {C7H7}}}         | Tolylgroep {\displaystyle {\ce {CH3C6H4 -}}}                                                                    |
| {\displaystyle {\ce {C7H7}}}         | Tropyliumion {\displaystyle {\ce {C7H7^+}}} ~ als aromatische verbinding                                        |
| {\displaystyle {\ce {C7H7B}}}        | Borabarreleen ~ uit borabenzeen                                                                                 |
| {\displaystyle {\ce {C7H7Br}}}       | Benzylbromide ~ IUPAC: (broommethyl)benzeen ~ Ook wel: α-broomtolueen                                           |
| {\displaystyle {\ce {C7H7Br}}}       | 2-broomtolueen                                                                                                  |
| {\displaystyle {\ce {C7H7Br}}}       | 3-broomtolueen                                                                                                  |
| {\displaystyle {\ce {C7H7Br}}}       | 4-broomtolueen                                                                                                  |
| {\displaystyle {\ce {C7H7Cl}}}       | Benzylchloride ~ in Blanc-chloormethylatie ~ in de bereiding van benzylalcohol, benzylbutylftalaat              |
| {\displaystyle {\ce {C7H7ClNNaO2S}}} | Chloramine-T ~ Ook wel: Halamid                                                                                 |
| {\displaystyle {\ce {C7H7ClO}}}      | 4-chloor-3-methylfenol ~ Ook wel: p-chloor-m-cresol                                                             |
| {\displaystyle {\ce {C7H7ClO2S}}}    | p-Tolueensulfonylchloride ~ IUPAC: 4-tolueensulfonylchloride ~ Formule: CH3-C6H4-SO2Cl ~ Ook wel: tosylchloride |
| {\displaystyle {\ce {C7H7N}}}        | Azocine |
| {\displaystyle {\ce {C7H7N}}}        | 4-Vinylpyridine                                                                                                 |
| {\displaystyle {\ce {C7H7NO}}}       | Benzamide |
| {\displaystyle {\ce {C7H7NO}}}       | Formanilide ~ IUPAC: N-fenylformamide                                                                           |
| {\displaystyle {\ce {C7H7NO2}}}      | 2-Aminobenzoëzuur ~ triviaal: Antranilzuur                                                                      |
| {\displaystyle {\ce {C7H7NO2}}}      | 4-Aminobenzoëzuur                                                                                               |
| {\displaystyle {\ce {C7H7NO2}}}      | 2-nitrotolueen ~ en het Kerreffect                                                                              |
| {\displaystyle {\ce {C7H7NO2}}}      | 3-nitrotolueen ~ als isomeer van 2-nitrotolueen                                                                 |
| {\displaystyle {\ce {C7H7NO2}}}      | 4-nitrotolueen ~ als isomeer van 2-nitrotolueen                                                                 |
| {\displaystyle {\ce {C7H7NO3}}}      | Carbapenem |
| {\displaystyle {\ce {C7H7NO3}}}      | Mesalazine ~ IUPAC: 3-amino-6-hydroxybenzoëzuur                                                                 |
| {\displaystyle {\ce {C7H7NO3}}}      | Para-aminosalicylzuur ~ IUPAC: 4-amino-6-hydroxybenzoëzuur                                                      |
| {\displaystyle {\ce {C7H7N3}}}       | Benzylazide |
| {\displaystyle {\ce {C7H7O2S}}}      | Tosylgroep {\displaystyle {\ce {CH3C6H4SO2 -}}}                                                                 |

## C7H8
| Brutoformule                         | Naam |
| ------------------------------------ | --- |
| {\displaystyle {\ce {C7H8}}}         | Norbornadieen |
| {\displaystyle {\ce {C7H8}}}         | Quadricyclaan ~ als isomeer van norbornadieen                                                                                              |
| {\displaystyle {\ce {C7H8}}}         | Tolueen ~ Formule: C6H5CH3 ~ uitgangsstof voor benzalchloride ((trichloormethyl)benzeen)                                                   |
| {\displaystyle {\ce {C7 ^{2}H8}}}    | Gedeutereerd tolueen |
| {\displaystyle {\ce {C7H8ClN3O4S2}}} | Hydrochloorthiazide |
| {\displaystyle {\ce {C7H8N2}}}       | Benzimidazoline ~ als imidazoolderivaat |
| {\displaystyle {\ce {C7H8N2S}}}      | Fenylthiocarbamide ~ IUPA: fenylthioureum ~ Ook wel: PTC                                                                                   |
| {\displaystyle {\ce {C7H8N4O2}}}     | Theobromine |
| {\displaystyle {\ce {C7H8N4O2}}}     | Theofylline |
| {\displaystyle {\ce {C7H8O}}}        | Anisol ~ Ook wel: fenylmethylether, methoxybenzeen ~ als uitgangsstof voor Lawessons reagens                                               |
| {\displaystyle {\ce {C7H8O}}}        | Benzylalcohol ~ Ook wel: fenylcarbinol, fenylmethanol, (hydroxymethyl)benzeen                                                              |
| {\displaystyle {\ce {C7H8O}}}        | Metacresol ~ Ook wel 3-hydroxytolueen, 3-methylfenol ~ als cresol                                                                          |
| {\displaystyle {\ce {C7H8O}}}        | Orthocresol ~ International Chemical Safety Card: 0030 ~ Ook wel 2-hydroxytolueen, 2-methylfenol ~ als cresol                              |
| {\displaystyle {\ce {C7H8O}}}        | Paracresol ~ International Chemical Safety Card: 0031 ~ Ook wel 4-hydroxytolueen, 4-methylfenol ~ als cresol ~ in aromatische halogenering |
| {\displaystyle {\ce {C7H8O2}}}       | Guaiacol IUPAC: 2-methoxyfenol |
| {\displaystyle {\ce {C7H8O2}}}       | 2-methoxyfenol ~ als isomeer van 4-methoxyfenol                                                                                            |
| {\displaystyle {\ce {C7H8O2}}}       | 3-methoxyfenol ~ als isomeer van 4-methoxyfenol                                                                                            |
| {\displaystyle {\ce {C7H8O2}}}       | 4-methoxyfenol ~ Ook wel: mequinol |
| {\displaystyle {\ce {C7H8O2}}}       | Salicylalcohol |
| {\displaystyle {\ce {C7H8O3}}}       | Ethylmaltol |
| {\displaystyle {\ce {C7H8O3S}}}      | p-tolueensulfonzuur |
| {\displaystyle {\ce {C7H8S}}}        | Fenylmethaanthiol ~ ook wel benzylmercaptaan                                                                                               |

## C7H9
| Brutoformule                        | Naam                                                                                                 |
| ----------------------------------- | --- |
| {\displaystyle {\ce {C7H9}}}        | Dimethyl-gesubstitueerd vierzijdig piramidaal carbokation {\displaystyle {\ce {[C4H3CH3.CCH3]^{+}}}} |
| {\displaystyle {\ce {C7H9ClO6P2S}}} | Tiludroninezuur                                                                                      |
| {\displaystyle {\ce {C7H9N}}}       | Benzylamine ~ Ook wel: aminomethylbenzeen ~ metabolisme via monoamino-oxidase                        |
| {\displaystyle {\ce {C7H9N}}}       | 2,6-lutidine, 2,6-dimethylpyridine                                                                   |
| {\displaystyle {\ce {C7H9N}}}       | N-methylaniline ~ Ook wel: methylaminobenzeen                                                        |
| {\displaystyle {\ce {C7H9NO}}}      | Anisidine                                                                                            |
| {\displaystyle {\ce {C7H9NO}}}      | 2-anisidine ~ als Anisidine                                                                          |
| {\displaystyle {\ce {C7H9NO}}}      | 3-anisidine ~ als Anisidine                                                                          |
| {\displaystyle {\ce {C7H9NO}}}      | 4-anisidine ~ als Anisidine                                                                          |
| {\displaystyle {\ce {C7H9NO2}}}     | Ammoniumbenzoaat                                                                                     |

## C7H10
| Brutoformule                       | Naam                                                                                 |
| ---------------------------------- | ------------------------------------------------------------------------------------ |
| {\displaystyle {\ce {C7H10}}}      | 1,3-cycloheptadieen ~ IUPAC: Cyclohepta-1,3-dieen                                    |
| {\displaystyle {\ce {C7H10}}}      | 1,4-cycloheptadieen ~ IUPAC: Cyclohepta-1,4-dieen                                    |
| {\displaystyle {\ce {C7H10}}}      | Norborneen                                                                           |
| {\displaystyle {\ce {C7H10Br2O4}}} | diethyldibroommalonaat ~ in synthese Etheentetracarbonzuur                           |
| {\displaystyle {\ce {C7H10ClN3}}}  | Crimidine                                                                            |
| {\displaystyle {\ce {C7H10N2}}}    | 4-dimethylaminopyridine                                                              |
| {\displaystyle {\ce {C7H10N2}}}    | 2,3-tolueendiamine ~ als tolueendiamine                                              |
| {\displaystyle {\ce {C7H10N2}}}    | 2,4-tolueendiamine ~ als tolueendiamine                                              |
| {\displaystyle {\ce {C7H10N2}}}    | 2,5-tolueendiamine ~ als tolueendiamine                                              |
| {\displaystyle {\ce {C7H10N2}}}    | 2,6-tolueendiamine ~ als tolueendiamine                                              |
| {\displaystyle {\ce {C7H10N2}}}    | 3,4-tolueendiamine ~ als tolueendiamine                                              |
| {\displaystyle {\ce {C7H10N2}}}    | 3,5-tolueendiamine ~ als tolueendiamine                                              |
| {\displaystyle {\ce {C7H10N2O}}}   | 2-ethyl-3-methoxypyrazine ~ niet meer toegestaan additief in diervoeding             |
| {\displaystyle {\ce {C7H10N2O}}}   | 2-ethyl-5-methoxypyrazine ~ niet meer toegestaan additief in diervoeding             |
| {\displaystyle {\ce {C7H10N2O}}}   | 2-Ethyl-3-methoxypyrazine                                                            |
| {\displaystyle {\ce {C7H10N2O}}}   | 2-Ethyl-3-methoxypyrazine ~ niet meer toegestaan additief in diervoeding             |
| {\displaystyle {\ce {C7H10N2OS}}}  | Propylthiouracil                                                                     |
| {\displaystyle {\ce {C7H10N2O2S}}} | Carbimazol                                                                           |
| {\displaystyle {\ce {C7H10O2}}}    | Allylmethacrylaat                                                                    |
| {\displaystyle {\ce {C7H10O3}}}    | Glycidylmethacrylaat                                                                 |
| {\displaystyle {\ce {C7H10O5}}}    | Shikiminezuur                                                                        |
| {\displaystyle {\ce {C7H10O5}}}    | Di-ethylmesoxalaat {\displaystyle {\ce {(C2H5)-O-(C=O)3-O-(C2H5)}}} ~ als mesoxalaat |

## C7H11
| Brutoformule                    | Naam                                        |
| ------------------------------- | ------------------------------------------- |
| {\displaystyle {\ce {C7H11NO}}} | Cyclohexylisocyanaat ~ Formule: c-C6H11-NCO |

## C7H12
| Brutoformule                      | Naam                                                          |
| --------------------------------- | ------------------------------------------------------------- |
| {\displaystyle {\ce {C7H12N2}}}   | 1,3,4,5-Tetramethylimidazool-2-ylideen ~ als Stabiel carbeen  |
| {\displaystyle {\ce {C7H12O2}}}   | Hept-2-eenzuur ~ niet meer toegestaan additief in diervoeding |
| {\displaystyle {\ce {C7H12}}}     | Cyclohepteen                                                  |
| {\displaystyle {\ce {C7H12}}}     | 1,5-Heptadieen ~ in Cope omlegging                            |
| {\displaystyle {\ce {C7H12}}}     | Methyleencyclohexaan                                          |
| {\displaystyle {\ce {C7H12}}}     | 3-Methyl-1,5-hexadieen ~ in Cope omlegging                    |
| {\displaystyle {\ce {C7H12}}}     | Norbornaan                                                    |
| {\displaystyle {\ce {C7H12}}}     | Norcaraan ~ als voorbeeld van de Von-Baeyer-nomenclatuur      |
| {\displaystyle {\ce {C7H12ClN5}}} | Simazine                                                      |
| {\displaystyle {\ce {C7H12N2}}}   | 1,5-diazabicyclo(4.3.0)non-5-een                              |
| {\displaystyle {\ce {C7H12N2O4}}} | DMDM-hydantoïne                                               |
| {\displaystyle {\ce {C7H12O}}}    | Cycloheptanon                                                 |
| {\displaystyle {\ce {C7H12O}}}    | 1,2-epoxycycloheptaan ~ cyclohepteenoxide                     |
| {\displaystyle {\ce {C7H12O2}}}   | Butylacrylaat                                                 |
| {\displaystyle {\ce {C7H12O2}}}   | Delta-lacton ~ IUPAC: lacton van 5-hydroxyheptaanzuur         |
| {\displaystyle {\ce {C7H12O2}}}   | Vinylpivalaat                                                 |
| {\displaystyle {\ce {C7H12O4}}}   | Di-ethylmalonaat                                              |
| {\displaystyle {\ce {C7H12O4}}}   | Pimelinezuur, heptaandizuur                                   |
| {\displaystyle {\ce {C7H12O7}}}   | 1,4-heptonolacton                                             |

## C7H13
| Brutoformule                      | Naam                                   |
| --------------------------------- | -------------------------------------- |
| {\displaystyle {\ce {C7H13N}}}    | Chinuclidine                           |
| {\displaystyle {\ce {C7H13N}}}    | Pyrrolizidine                          |
| {\displaystyle {\ce {C7H13NO4S}}} | 2-acrylamide-2-methylpropaansulfonzuur |
| {\displaystyle {\ce {C7H13O6P}}}  | Mevinfos                               |

## C7H14
| Brutoformule                          | Naam |
| ------------------------------------- | --- |
| {\displaystyle {\ce {C7H14}}}         | Cycloheptaan |
| {\displaystyle {\ce {C7H14}}}         | 1-Hepteen |
| {\displaystyle {\ce {C7H14}}}         | 2-Hepteen |
| {\displaystyle {\ce {C7H14}}}         | 3-Hepteen |
| {\displaystyle {\ce {C7H14}}}         | Methylcyclohexaan |
| {\displaystyle {\ce {C7H14B2ClF9N2}}} | 1-Chloormethyl-4-fluor-1,4-diazoniabicyclo(2.2.2)octaanbis(tetrafluorboraat) Ook wel: Selectfluor, F-TEDA, F-TEDA-BF4                                         |
| {\displaystyle {\ce {C7H14NO5P}}}     | Monocrotofos |
| {\displaystyle {\ce {C7H14N2O2S}}}    | Aldicarb |
| {\displaystyle {\ce {C7H14N2O3}}}     | Theanine |
| {\displaystyle {\ce {C7H14N2O4S}}}    | Cystathionine ~ in transmethylering naar methionine |
| {\displaystyle {\ce {C7H14N4O3}}}     | Dinotefuran |
| {\displaystyle {\ce {C7H14O}}}        | Heptanal ~ in de bereiding van 1-heptanol |
| {\displaystyle {\ce {C7H14O}}}        | Heptan-2-on ~ Ook wel: Methyl-n-pentylketon; 2-heptanon (verouderd)                                                                                           |
| {\displaystyle {\ce {C7H14O}}}        | Heptan-3-on ~ Ook wel: Ethyl-n-butylketon |
| {\displaystyle {\ce {C7H14O}}}        | Heptan-4-on ~ Ook wel: Di-n-propylketon |
| {\displaystyle {\ce {C7H14O}}}        | 1-methylcyclohexanol |
| {\displaystyle {\ce {C7H14O}}}        | 2-methylcyclohexanol ~ als methylcyclohexanol |
| {\displaystyle {\ce {C7H14O}}}        | 3-methylcyclohexanol |
| {\displaystyle {\ce {C7H14O}}}        | 4-methylcyclohexanol |
| {\displaystyle {\ce {C7H14O}}}        | 5-methyl-2-hexanon |
| {\displaystyle {\ce {C7H14O2}}}       | n-butylglycidylether |
| {\displaystyle {\ce {C7H14O2}}}       | Heptaanzuur ~ uit 1-heptanol |
| {\displaystyle {\ce {C7H14O2}}}       | 4-methoxy-4-methyl-2-pentanon |
| {\displaystyle {\ce {C7H14O2}}}       | 3-methyl-1-butylacetaat ~ IUPAC: ester van 3-methyl-1-butanol en ethaanzuur ~ Ook wel: isoamylacetaat, i-amylacetaat, bananenolie ~ als ester, banaan-essence |
| {\displaystyle {\ce {C7H14O2}}}       | 1-pentylacetaat ~ Ook wel: amylacetaat, 1-pentylacetaat, n-pentylacetaat                                                                                      |
| {\displaystyle {\ce {C7H14O2}}}       | 2-pentylacetaat ~ Ook wel: sec-amylacetaat, s-amylacetaat, (1-methylbutyl)-acetaat ~ IUPAC: ester van pentan-2-ol en ethaanzuur                               |
| {\displaystyle {\ce {C7H14O3}}}       | Butyllactaat |
| {\displaystyle {\ce {C7H14O3}}}       | 5-hydroxyheptaanzuur ~ als delta-lacton |

## C7H15
| Brutoformule                          | Naam           |
| ------------------------------------- | -------------- |
| {\displaystyle {\ce {C7H15Cl2N2O2P}}} | Cyclofosfamide |
| {\displaystyle {\ce {C7H15N}}}        | Azocaan        |
| {\displaystyle {\ce {C7H15NO3}}}      | Carnitine      |

## C7H16
| Brutoformule                      | Naam                                                       |
| --------------------------------- | ---------------------------------------------------------- |
| {\displaystyle {\ce {C7H16}}}     | Heptaan                                                    |
| {\displaystyle {\ce {C7 ^2H16}}}  | Gedeutereerd heptaan                                       |
| {\displaystyle {\ce {C7H16}}}     | 2-methylhexaan                                             |
| {\displaystyle {\ce {C7H16}}}     | 3-methylhexaan                                             |
| {\displaystyle {\ce {C7H16}}}     | 2,2,3-trimethylbutaan                                      |
| {\displaystyle {\ce {C7H16FO2P}}} | Soman                                                      |
| {\displaystyle {\ce {C7H16NO2}}}  | Acetylcholine                                              |
| {\displaystyle {\ce {C7H16NO3}}}  | Carnitine                                                  |
| {\displaystyle {\ce {C7H16N2O2}}} | 6-N-methyllysine ~ als methyllysine                        |
| {\displaystyle {\ce {C7H16O}}}    | 1-heptanol                                                 |
| {\displaystyle {\ce {C7H16O}}}    | 2-heptanol                                                 |
| {\displaystyle {\ce {C7H16O}}}    | 3-heptanol                                                 |
| {\displaystyle {\ce {C7H16O}}}    | 4-heptanol                                                 |
| {\displaystyle {\ce {C7H16O2}}}   | 1-tert-butoxypropan-2-ol (propyleenglycol-tert-butylether) |
| {\displaystyle {\ce {C7H16O3}}}   | 1-(2-Methoxypropoxy)propaan-2-ol                           |

## C7H17
| Brutoformule                       | Naam                                                                                            |
| ---------------------------------- | ----------------------------------------------------------------------------------------------- |
| {\displaystyle {\ce {C7H17N}}}     | Methylhexanamine ~ IUPAC: 2-amino-4-methylhexaan ~ Ook wel: 1,3-dimethylpentylamine, Geranamine |
| {\displaystyle {\ce {C7H17O2PS3}}} | Foraat                                                                                          |

## C7H19
| Brutoformule                    | Naam       |
| ------------------------------- | ---------- |
| {\displaystyle {\ce {C7H19N3}}} | Spermidine |

## C7H20
| Brutoformule                        | Naam                                                                                 |
| ----------------------------------- | ------------------------------------------------------------------------------------ |
| {\displaystyle {\ce {C7H20N2OSi2}}} | N,N′-Bis(trimethylsilyl)ureum {\displaystyle {\ce {((CH3)3SiNH)2CO}}} ~ Ook wel: BSU |